# Epicypta sumatrensis
Epicypta sumatrensis är en tvåvingeart som först beskrevs av Edwards 1931.  Epicypta sumatrensis ingår i släktet Epicypta och familjen svampmyggor. Inga underarter finns listade i Catalogue of Life.